# Luka Gusić
Luka Gusić (* 27. September 1989 in Split, SFR Jugoslawien) ist ein kroatisch-österreichischer Fußballspieler auf der Position eines Abwehrspielers, der zumeist als Innenverteidiger zum Einsatz kommt.

## Karriere
Gusić spielte bis 2010 für den NK Junak Sinj. Im Jänner 2010 wechselte er zum Erstligisten HNK Šibenik. Im März 2010 debütierte er in der 1. HNL, als er am 20. Spieltag der Saison 2009/10 gegen Inter Zaprešić in der Startelf stand. Bis Saisonende kam er zu fünf Einsätzen für Šibenik. Mit dem Verein qualifizierte er sich als Vierter für den Europacup. In der Qualifikation zur UEFA Europa League besiegte man in der ersten Runde die Sliema Wanderers, ehe man in der zweiten Runde gegen Anorthosis Famagusta ausschied. Gusić kam in drei von vier Spielen zum Einsatz. Nach dem Ausscheiden wechselte er im August 2010 zum Zweitligisten NK Dugopolje.
Im Februar 2012 wechselte er nach Polen zum Erstligisten Jagiellonia Białystok. Für Jagiellonia kam er bis zum Ende der Saison 2011/12 zu sechs Einsätzen in der Ekstraklasa. Nach weiteren fünf Einsätzen in der Saison 2012/13 wechselte er in der Winterpause zum Ligakonkurrenten Podbeskidzie Bielsko-Biała. Für Podbeskidzie kam er jedoch nicht zum Einsatz. Daraufhin verließ er den Verein nach Saisonende wieder.
Nach mehreren Monaten ohne Verein wechselte er im November 2013 nach Deutschland zum sechstklassigen Rot-Weiss Frankfurt. Zur Saison 2014/15 wechselte Gusić nach Österreich zum viertklassigen ATSV Ober-Grafendorf. Zur Saison 2015/16 schloss er sich dem Regionalligisten 1. SC Sollenau an. Für Sollenau kam er in jener Spielzeit zu 29 Einsätzen in der Regionalliga. Nach der Saison 2015/16 zog sich der Verein allerdings aus der Regionalliga zurück. Daraufhin wechselte Gusić zur Saison 2016/17 zum FC Stadlau. Für die Wiener absolvierte er 25 Regionalligaspiele.
Zur Saison 2017/18 wechselte er zum Ligakonkurrenten ASK Ebreichsdorf. In drei Spielzeiten in Ebreichsdorf spielte er 55 Mal in der Regionalliga und erzielte sechs Tore. Den Großteil der Saison 2018/19 verpasste er aufgrund eines Kreuzbandrisses und dem damit verbundenen verletzungsbedingten Ausfall. Nachdem sich auch Ebreichsdorf nach der Saison 2019/20 aus der dritthöchsten Spielklasse zurückgezogen hatte, wechselte er zur Saison 2020/21 zum Regionalligisten Wiener Sport-Club.